# Adan Kovacsics
Adan Kovacsics (Santiago de Xile, 1953) és un traductor i escriptor xilè.
Va estudiar a Viena (Àustria) i viu, des de 1980, a Barcelona, on es dedica, sobretot, a la traducció literària. La seva tasca se centra, fonamentalment, en obres d'autors austríacs i hongaresos, entre ells Karl Kraus, Arthur Schnitzler, Stefan Zweig, Elias Canetti, Imre Kertész i Lászlo Krasznahorkai.
Ha escrit articles i assajos, entre ells Guerra y lenguaje(2007), en el qual analitza el paper de la premsa i la crisi del llenguatge en la Primera Guerra Mundial, així com Karl Kraus en los últimos días de la humanidad (2015).
Ha rebut diversos premis, com ara el Premi Ángel Crespo, el Premi Nacional de Traducció del Ministeri de Cultura d'Espanya i el Premi Estatal de Traducció Literària d'Àustria, així com la distinció “Pro Cultura Hungarica” del govern hongarès.

## Obres[4]

### No ficció
- 2007 Guerra y lenguaje
- 2014 De traduir (poesia) : parlaments oferts en els actes de lliurament del Premi Jordi Domènech de Traducció de Poesia (2005-2014)/ Kovacsics ... [et al.] ; il·lustracions d'Oriol Vilapuig
- 2015 Karl Kraus en los últimos días de la humanidad
- 2016 El Vuelo de Europa
- 2018 Las leyes de la extranjería